# Denis André Dasoul
Denis André Dasoul (* 20. Juli 1983 in Lüttich; † 4. November 2017 in Dalung, Indonesien) war ein belgischer Fußballspieler.

## Karriere

### Verein
Dasoul begann seine Karriere bei Standard Lüttich. Zur Saison 2001/02 wechselte er nach Italien zum AC Perugia Calcio. Für Perugia kam er allerdings in der Serie A nie zum Einsatz. Zur Saison 2002/03 kehrte er wieder in seine Heimat zurück und wechselte zum KRC Genk, für den er aber ebenfalls nie spielte. Im Januar 2003 wechselte er zum österreichischen Bundesligisten Schwarz-Weiß Bregenz. In zwei Jahren in Bregenz kam der Außenverteidiger zu 26 Einsätzen in der Bundesliga.
Im Januar 2005 kehrte Dasoul wieder nach Belgien zurück und wechselte zu Royal Antwerpen. Zur Saison 2005/06 wechselte er ein zweites Mal nach Italien, diesmal zum Drittligisten Foggia Calcio. Für Foggia absolvierte er 21 Partien in der Serie C. Zur Saison 2006/07 wechselte er wieder in seine Heimat zu Royale Union Saint-Gilloise. Zur Saison 2007/08 wechselte der Abwehrspieler abermals nach Italien, diesmal zum unterklassigen AC Este. Danach spielte er noch für den Bozner FC, US Città di Jesolo und SEF Torres 1903, ehe er 2012 seine Karriere beendete.

### Nationalmannschaft
Dasoul nahm mit der belgischen U-19-Auswahl 2002 an der EM teil, bei der er aber mit den Belgiern in der Vorrunde scheiterte.

## Tod
Dasoul starb am 4. November 2017 im Alter von 34 Jahren, als er beim Surfen an einem Strand im Indonesien-Urlaub auf Bali von einem Blitz getroffen wurde.